# Portugiesische Badmintonmeisterschaft 1971
Die Portugiesische Badmintonmeisterschaft 1971 fand Mitte April 1971 in Lissabon statt. Es war die 14. Austragung der nationalen Titelkämpfe in Portugal.

## Austragungsort
- Escola Nuno Gonçalves

## Finalergebnisse
| Disziplin    | Sieger                      | Finalist                         | Ergebnis            |
| ------------ | --------------------------- | -------------------------------- | ------------------- |
| Herreneinzel | José Bento                  | José Azevedo                     | 16-18, 15-2, 15-5   |
| Dameneinzel  | Peggy Brixhe                | Lília de Sousa                   | 11-4, 11-0          |
| Herrendoppel | José Bento Marques da Costa | José Novais Gomes da Silva       | 15-1, 7-15, 15-12   |
| Damendoppel  | Peggy Brixhe Lavínia Pais   | Lília de Sousa Teresinha Pimenta | 7-15, 15-12, 15-5   |
| Mixed        | Pinto Alves Peggy Brixhe    | Marques da Costa Lavínia Pais    | 15-13, 16-17, 15-10 |